# Гессенская братская война
Гессенская братская война — вооружённый конфликт между двумя старшими сыновьями, Людвигом II и Генрихом III, умершего в 1458 году гессенского ландграфа Людвига I.

## История
Когда Людвиг I умер 17 января 1458 года, он не оставил обязательных правил наследования, хотя ранее он предлагал, чтобы два его первенца разделили государство: Нижний Гессен переходил к Людвигу, а Верхний — Генриху. В 1460 году братья договорились, что Людвиг получит Нижний Гессен и район по реке Верра с городами Эшвеге и Зонтра, а Генрих получит Верхний Гессен и графство Цигенхайн. Однако ряд мелких вопросов остался нерешенным, в частности, в отношении точной демаркации границ и различных суверенных прав. Окончательное выяснение этих вопросов было отложено до 1464 года.
Несмотря на переговоры и попытки примирения в 1469 году начались боевые действия. Майнцское курфюршество в лице Адольфа II Нассауского встало на сторону Генриха, в то время как у Людвига была более сильная армия, пополненная наёмниками из Богемии. Его войска и союзники сожгли Боркен и Шварценборн, разрушили после долгой осады замок Йесберг в Майнце и замок Шенштайн и опустошили замок Хаунек.
Только тогда брату двух противников Герману, ставшему архиепископом Кёльна и председателем Земских штатов Гессена (Landständen), удалось добиться соглашения. Неоднократные переговоры, проходившие в основном в расположенном в приграничной зоне монастыре Шпискаппель недалеко от Фрилендорфа, в конце концов привели к успеху, который был закреплен на съезде штатов в мае 1470 года в Шпистурме недалеко от Шпискаппеля.
Через 30 лет после смерти сына Генриха Вильгельма III Гессен воссоединился под властью сына Людвига Вильгельма II.